# Chad Petree
Gregori Chad Petree (Shawnee, 10 agosto 1978) è un cantante, compositore e chitarrista statunitense, fondatore e membro del gruppo indie rock Shiny Toy Guns, nonché fratello minore del musicista Stephen Petree.

## Esordi
La sua carriera musicale inizia presto: a 12 anni, assieme al fratello Stephen, fa parte della teen-band Pc Quest per le etichette Headliner Records e RCA Records entrando nella Top 60 Billabong con i due singoli Can I Call You My Girl e After the Summer's Gone.
Nel biennio 1995/1996, sempre insieme al fratello, fa parte della formazione Paradigm dove compare, alla tastiera e al mix l'amico e futuro cofondatore degli S.T.G. Jeremy Dawson; vengono prodotti per la Owl Recrods due album: Fish e Too Big for the Garage.

## Sodalizio con Jeremy Dawson
Nel 1998 Petree inizia a collaborare al progetto di Jeremy Dawson Cloud2Ground: tra il 2000 e il 2003 vengono prodotti un album
The Gate (Beautiful) e sei tracce singole: pur proponendo atmosfere elettroniche e disco Cloud2ground rientra nel solco tracciato tra la fine degli anni novanta e l'inizio degli anni duemila dal Christian rock ispirandosi ai principi del Protestantesimo nordamericano. Il duo assume peraltro anche i nomi di R.R.D.S. e Slyder.

## Dangerous Insects
Contemporaneamente ai progetti con J.Dawson, tra il 2001 e il 2004 l'esperienza dei Dangerous Insect lascia in eredità a Petree due tracce che verranno proposte nel primo album degli Shiny Toy Guns We Are Pilots: Starts With One e Chemistry of a Car Crash.

## Shiny Toy Guns
Nel 2002 fonda insieme a J.Dawson il gruppo che gli garantirà una fama internazionale gli Shiny Toy Guns. Inizialmente ideato come un duo, si aggiungeranno in seguito una voce femminile Carah Faye Charnow e un batterista Mikey Martin: la formula è vincente e nel 2006 il primo album We Are Pilots ottiene una nomination al Grammy Awards come:  Miglior Album  Electronic/Dance. Così come nel secondo album Season of Poison uscito nel 2008 C.Petree è autore della maggior parte delle canzoni.  È attesa per l'inverno del 2012 l'uscita dell'album III.